# Pavilhão Gimnodesportivo Municipal de Freixo de Espada à Cinta
Com capacidade para 500 lugares sentados, o Pavilhão Gimnodesportivo Municipal está dotado de uma área desportiva de competição com 40mx20m.
Localizado no centro urbano de Freixo de Espada à Cinta, está dotado de mais-valias que permitem a prática de todas as modalidades de recinto fechado, designadamente: Andebol, Basquetebol, Futsal, Voleibol, Ténis, Ginástica desportiva, Badminton, Hóquei em patins e em campo e Artes marciais. O Gimnodesportivo Municipal acolhe os jogos das equipa de Futsal que jogam no escalão Distrital de Seniores e Iniciados, e no Torneio Ibérico, na classe de Petizes e Traquinas.
Possui ainda um Pavilhão exterior onde se desenvolvem algumas modalidades desportivas apropriadas.
Devidos aos últimos eventos em 2018 este pavilhão passou também a ser designado como "Salão de Festas do Grupo Desportivo Macedense".